# Скридлов Микола Іларіонович
Микола Іларіонович Скридлов ((1 квітня 1844 , Псков  — 14 жовтня 1918 або 4 жовтня 1918 , Петроград )) — російський адмірал, командувач Чорноморським флотом. Учасник російсько-турецької війни 1877—1878 років, кавалер ордена Святого Георгія 4-го ступеня (1877).

## Біографія
Народився 1844 року в Пскові у сім'ї відставного капітана 2-го рангу російського імператорського флоту Іларіона Миколайовича Скридлова (1799). Закінчив Морський кадетський корпус із присвоєнням у 1862 році офіцерського військового звання гардемарина. У 1870 році нагороджений срібною медаллю «За порятунок загиблих». У 1873—1875 роках командував третьою ротою гвардійського екіпажу. Командувач яхтою «Нікса» (1875—1876). На яхті «Держава» здійснив плавання до Данії, Голландії та Великої Британії.

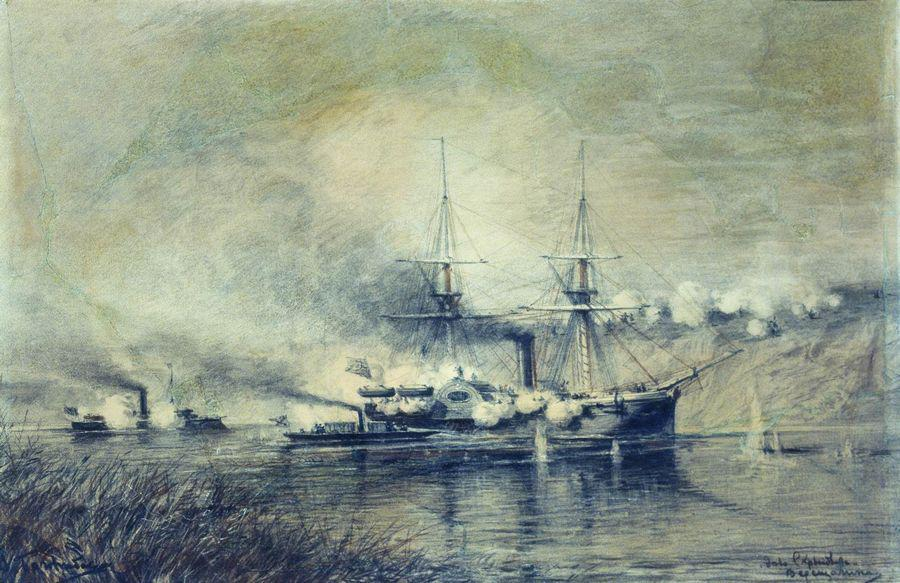
Олексій Боголюбов. Справа Скридлова. 1878 рік

Відзначився в ході російсько-турецької війни 1877—1878 років, коли на Дунаї командував мінним катером «Шутка», на якому вперше у світовій історії здійснив денну мінну атаку кораблів супротивника, під час якої був тяжко поранений. За цю атаку був нагороджений орденом Св. Георгія 4-го ступеня (1877). Цій події присвятив свою картину художник Олексій Боголюбов.
Командир пароплава «Карабія» (1878—1879). Старший офіцер фрегата «Світлана» (1878—1882). Командир кліпера «Стрілець» (1883—1886), напівброненосного фрегата «Дмитро Донський» (1886—1889), ескадреного броненосця «Гангут» (1889—1893). Підвищений до контр-адмірала 30 серпня 1893 року, Микола Скридлов був призначений відповідальним за російські торпедні операції в 1894—1898 роках. Був командиром окремих загонів кораблів Балтійського (1895, 1896) та Середземного (1898—1899) морів. Представляв Морське міністерство в комісії з підготовки Всеросійської промислової та художньої виставки в Нижньому Новгороді в 1896 році і очолював морський відділ експозиції. Був флагманом російської ескадри на урочистостях на честь 60-річчя правління британської королеви Вікторії (1897), представляв Російський флот на похороні Президента Французької республіки Фелікса Фора в 1899 році. Віце-адмірал (3 липня 1900). Став командиром російської Тихоокеанської ескадри в 1900—1902 роках, а потім Чорноморського флоту та портів Чорного моря в 1903—1904 роках.
Після загибелі адмірала Степана Макарова в бою під час російсько-японської війни 1 квітня 1904 року Скридлов був знову призначений командувачем російської Тихоокеанської ескадри. Через японську блокаду Порт-Артура до міста приїхати не встиг, а тому вступив на посаду 9 травня 1904 року у Владивостоці. 20 грудня 1904 року повернувся з Владивостока до Санкт-Петербурга, щоб прийняти призначення в Адміралтейство.

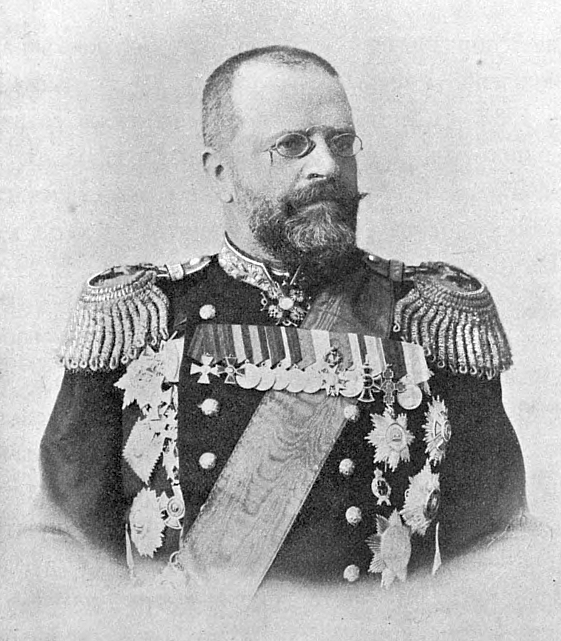
Контр-адмірал Скридлов, командувач Тихоокеанської ескадрою, 1900 рік.

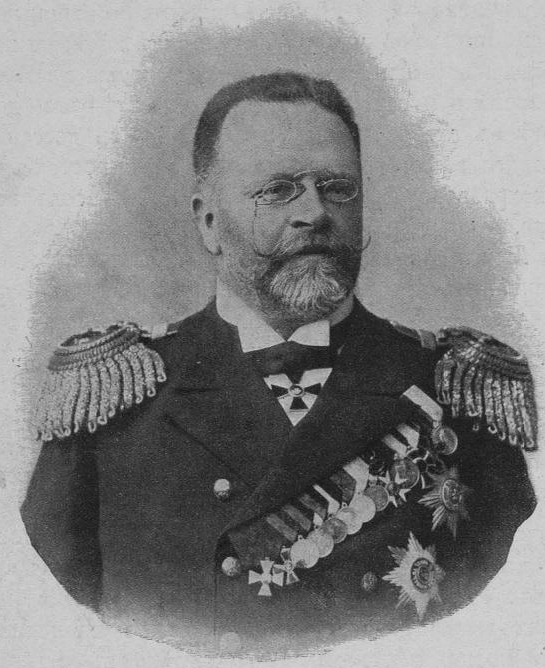
Віце-адмірал Скридлов, командувач Тихоокеанським флотом, 1904 рік.

Після вбивства Григорія Чухніна призначений на його місце командувачем Чорноморським флотом і портами Чорного моря (1906—1907), потім знову повернувся до Адміралтейства.
З 1904 по 1907 роки — член Адміралтейства, почесний член Імператорського російського товариства рятування на водах (з 1904). Звільнився з дійсної служби в серпні 1909 року в званні адмірала. Продовжував активно займатися питаннями розвитку російських мореплавства та промисловості, був членом Особливого комітету з посилення військового флоту на добровільні пожертвування, директором правління судноплавного та пароплавного товариства «І. І. Конецький», членом Ради з'їздів судновласників, членом правління «Російського далекосхідного промислового акціонерного товариства».

## Смерть
Обставини смерті адмірала Скридлова у літературі висвітлюються суперечливо. У зв'язку з тим, що він помер в умовах «червоного терору» в Петрограді, стала популярною версія, що його взяли в заручники та, напевно, розстріляли. Насправді він як описав його син О. М. Мішагін-Скридлов, помер від голоду:

Батькові було сімдесят п'ять років. Його здоров'я погіршилося внаслідок поневірянь, віку та тривог. Він залишився один / … / Останні кілька тисяч рублів, що залишилися в нього, він сховав під підкладку штор; він часто їх переховував, і іноді забував, куди саме. На додаток до злиднів перед його затуманеним поглядом постала примара голоду. З кожним днем, відчуваючи себе дедалі самотнішим, батько намагався їсти якнайменше. Він ослаб і помер ще до того, як закінчилися його запаси продовольства. Він помер у повній самоті. Коли його хотіли обрядити, у квартирі не знайшлося з чого зробити саван: вся білизна була вкрадена

Похорон адмірала на Смоленському цвинтарі пройшов з військовими почестями:

Незважаючи на те, що помер батько при більшовицькому режимі, його похорон мав певну урочистість. Батько був у парадній адміральській формі, труна накрита Андріївським прапором; за труною йшло чимало моряків. Флот, що я маю на увазі старий флот, що зберіг навіть у більшовизованому Петрограді досить поваги до традицій, був представлений у траурній процесії
Його могила знаходилася в родовому маєтку в теперішньому Оленінському районі Твері.

## Нагороди
- Орден Святого Георгія 4-го ступеня (1877);
- Орден Білого орла ;
- Орден Святого Володимира 2-го ступеня;
- Орден Святої Анни 1-го ступеня;
- Орден Святого Станіслава 1-го ступеня;
- Іноземні ордени.

## Родина
- Дружина (з 20 січня 1891): Ольга Августівна Лейброк (? — 18.04.1939) — дочка підпоручика артилерії.
- Дочка Марія (народилася 21 серпня 1898 р.) — у дні першої світової війни записалася добровольцем до 1-ї жіночої військової команди смерті Марії Бочкарьової. Була ад'ютантом у Марії Бочкарьової.[6] Емігрувала з СРСР разом із чоловіком у 1926 р.
- Син Олексій Мішагін-Скридлов, емігрував із СРСР 1927 року. Автор мемуарів «Росія Біла. Росія Червона (1903—1927)». Проживав у Парижі.